# Marta DuBois
Marta Estela DuBois (David, 15 de diciembre de 1952-Los Ángeles, 8 de mayo de 2018) fue una actriz panameña. Apareció en episodios de numerosas series de televisión estadounidenses, siendo sus principales papeles el de la esposa de Thomas Magnum en Magnum, P.I. y la de detective de homicidios Roberta Hansen en la franquicia McBride.

## Carrera
DuBois coprotagonizó la serie Tales of the Gold Monkey, que se emitió entre septiembre de 1982 y junio de 1983. DuBois tuvo papeles recurrentes en Magnum, P.I. ya apariciones esporádicas en series comoHardcastle and McCormick; Vega$; The A-Team; L.A. Law; Silk Stalkings; Martin (serie de televisión); Matlock; Walker, Texas Ranger y Star Trek: The Next Generation.
En el cine, hizo su debut en el drama de 1979 Boulevard Nights. Le siguieron papeles en las películas Dead Badge (1995) y Black Out (1996). DuBois interpretó a la actriz Rita Gam, amiga íntima y dama de honor de la futura Princesa Grace de Mónaco, en la película para televisión de 1983 Grace Kelly y en el telefilm El juicio del increíble Hulk (The Trial of the Incredible Hulk) (1989).
En 2000, DuBois coprotagonizó la comedia romántica Luminarias. Entre 2005 y 2008, DuBois interpretó a la sargento Roberta Hansen en diez películas para televisión de "McBride".
Interpretó a Dora en el western televisivo Lone Rider (2008) y tuvo un papel invitado como María Cordero en el episodio "Ballona Creek" (2010) de Law & Order: Los Angeles.

## Muerte
El 8 de mayo de 2018, DuBois murió por un aneurisma cerebral en Los Ángeles, California, a los 65 años.

## Filmografía

### Film
| Año  | Título            | Papel           |
| ---- | ----------------- | --------------- |
| 1979 | Boulevard Nights  | Shady Landeros  |
| 1990 | Agente oculto     | Inez Villanueva |
| 1994 | Dead Badge        | Billie Torres   |
| 1996 | Blackout          | Sharon Gray     |
| 1998 | Picture of Purity | Diane Rose      |
| 2000 | Luminaries        | Sofia           |

### Televisión
| Año       | Título                         | Papel                  | Notas                                         |
| --------- | ------------------------------ | ---------------------- | --------------------------------------------- |
| 1980      | Trapper John, M.D.             | Elena                  | "Quarantine"                                  |
| 1980      | Vega$                          | Angela                 | "Vendetta"                                    |
| 1981      | Trapper John, M.D.             | Irene                  | "Cooperative Care"                            |
| 1981–1988 | Magnum, P.I.                   | Michelle Hue           | Papel recurrente (6 episodios)                |
| 1982      | Voyagers!                      | Margaret               | "Agents of Satan"                             |
| 1982–83   | Tales of the Gold Monkey       | Princess Koji          | Main role (21 episodios)                      |
| 1983      | Grace Kelly                    | Rita Gam               | Telefilm                                      |
| 1983      | Dos contra el crimen           | Tina Grey              | "The Black Widow"                             |
| 1983      | Matt Houston                   | Daphne                 | "The Crying Clown"                            |
| 1984      | Trapper John, M.D.             | Rita                   | "Play Your Hunch"                             |
| 1984      | Riptide                        | Sheila / Marcy Hayward | "Double Your Pleasure"                        |
| 1984      | Hawaiian Heat                  | Maggie Aoki            | Telefilm                                      |
| 1984      | El equipo A                    | Bobbi Cardina          | "The Bend in the River: Parts 1 & 2"          |
| 1985      | MacGruder and Loud             | Linda Braddock         | "Odds Favor Death"                            |
| 1985      | Generation                     | Kate Mendez Breed      | Telefilm                                      |
| 1986      | Crazy Like a Fox               | Suzanne / Marilyn      | "You Can't Keep a Good Corpse Down"           |
| 1986      | Starman                        | Dr. Ellen Dukow        | "Fever"                                       |
| 1987      | MacGyver                       | Dr. Barbara Ortega     | "Pirates"                                     |
| 1987      | La ley de Los Ángeles          | Gwen Fuller            | "The Grace of Wrath"                          |
| 1988      | Matlock                        | Carol Weston           | "The Lovelorn"                                |
| 1989      | El juicio del increíble Hulk   | Ellie Mendez           | Telefilm                                      |
| 1991      | Star Trek: The Next Generation | Ardra                  | "Devil's Due"                                 |
| 1991      | She-Wolf of London             | Nancy Chambers         | "Habeas Corpses"                              |
| 1992      | Matlock                        | Ava Brodsky            | "The Assassination: Parts 1 & 2"              |
| 1992      | Land of the Lost               | The Siren              | "Siren's Song"                                |
| 1992      | Medias de seda                 | Helen McCabe           | "Shock Jock"                                  |
| 1993      | Medias de seda                 | Brenda Logan           | "Daddy Dearest"                               |
| 1994      | Se ha escrito un crimen        | Maria Garcia           | "Time to Die"                                 |
| 1994–95   | Martin                         | Maria Rodriguez        | "Go Tell It on the Martin", "Xpress Yourself" |
| 1995      | Renegado                       | Lucy Sherman           | "Broken on the Wheel of Love"                 |
| 1995      | Sisters                        | Rosa Maria Castio      | "Matters of the Heart", "Enchanted May"       |
| 1995      | Walker, Texas Ranger           | Angela Kale            | "Blown Apart"                                 |
| 1996      | Midnight Heat                  | Sharon Gray            | Telefilm                                      |
| 1996      | Time Well Spent                | Lucy Castillo          | Telefilm                                      |
| 1997      | Trials of Life                 | Mrs. Grantos           | Telefilm                                      |
| 1998      | Silk Stalkings                 | Jane Chambers          | "If the Shoe Fits"                            |
| 2000      | El rey de Queens               | Eva                    | "Party Favor"                                 |
| 2000      | That's Life                    | Betty                  | "The Tell-Tale Uterus"                        |
| 2001      | Even Stevens                   | Mrs. Estrada           | "Strictly Ballroom"                           |
| 2001      | The Division                   | Dr. Olvidos            | "The Fear Factor"                             |
| 2005–2007 | McBride                        | Sgt. Roberta Hansen    | Telefilm                                      |
| 2008      | Lone Rider                     | Dora                   | Telefilm                                      |
| 2010      | Law & Order: LA                | Maria Cordero          | "Ballona Creek"                               |
| 2013      | Bones                          | Maureen Serrano        | "The Diamond in the Rough"                    |